# Sinématiali
Sinématiali es un departamento de la región de Poro, Costa de Marfil. En mayo de 2014 tenía una población censada de 58 612 habitantes.
Se encuentra ubicado en el centro-norte del país, cerca del río Bandama y de la frontera con Burkina Faso y Malí.